# Aega hamiota
Aega hamiota là một loài chân đều trong họ Aegidae. Loài này được Bruce miêu tả khoa học năm 2004.